# Bataille du Bosphore
Chute de Constantinople (1453)
Batailles
- Bapheus
- Campagne catalane
- Bursa
- Pélékanon
- Nicée
- Nicomédie
- 1re Gallipoli
- 2e Gallipoli
- Philadelphie
- 1re Constantinople
- 2e Constantinople
- 3e Constantinople
- 4e Constantinople
- Thessalonique
- Bosphore
- 5e Constantinople

La bataille du Bosphore est une bataille navale livrée le 20 avril 1453 dans le Bosphore, près de Constantinople (aujourd'hui Istanbul), pendant le siège de la ville par les Ottomans. Elle oppose trois navires génois et un transport byzantin à la flotte turque qui est durement battue. Cette défaite inattendue de sa flotte incite Mehmed II à tenter un plan audacieux pour faire transporter ses navires dans la Corne d'Or.

## La conquête de Constantinople
Succédant à son père Murad II décédé le 13 avril 1451, le sultan Mehmet II (1451-1481) manifeste très rapidement son intention de s'emparer de Constantinople et de mettre fin à l'Empire byzantin. Cet état, qui n'est plus que l'ombre de lui-même, n'existe de fait que par sa capitale, encerclée par les possessions turques. À l'empereur byzantin Constantin XI qui cherche par tous les moyens à préserver la ville et les débris de son empire il répond en hiver 1451 : « les deux rives [du Bosphore] sont à moi, celle d'Asie parce qu'elle est habitée par les Osmanlis, celle d'Europe parce que tu n'es pas capable de la défendre. »
Pour renforcer son emprise, le sultan turc décide d'interdire l'accès du Bosphore et fait bâtir la forteresse de Rouméli-Hissar sur la côte européenne, cet ouvrage faisant pendant avec la forteresse d'Anadolu- Hissar, déjà érigée sur la côte asiatique, puis en janvier 1453 il réunit ses ministres et leur indique que son empire ne sera jamais en sécurité tant que Constantinople restera entre des mains chrétiennes. Il souligne notamment que les échecs éprouvés par ses prédécesseurs résultaient principalement de l'impossibilité dans laquelle il s'étaient trouvés de soumettre la ville à un blocus effectif, faute de disposer de la supériorité maritime. Or, ce n'est plus le cas : la marine byzantine est quasi inexistante alors que la flotte ottomane compte plus de 400 unités. Cette supériorité navale jointe à la puissance écrasante de l'armée turque, qui peut aligner plus de 100 000 combattants épaulés par une artillerie excellente, contre 7000 défenseurs à peine, doit assurer le succès de l'entreprise, qui commence début avril 1453.

### Les premières opérations navales
La flotte ottomane est commandée par Baltoglu Süleyman Bey. C'est un Bulgare converti à l'Islam. Mehmet II lui a donné des instructions très claires et impératives : empêcher tout navire de quitter la ville assiégée ou d'y pénétrer, soutenir l'effort des troupes terrestres assiégeantes par le bombardement des murailles, s'emparer du chenal de la Corne d'Or, barré par les Byzantins depuis le 3 avril, à son embouchure et sur toute sa largeur, par une énorme chaîne. Cette dernière tâche se révèle très rapidement irréalisable.

### La bataille
Le vendredi 20 avril 1453, au matin, quatre navires tentèrent de briser le blocus. Heureusement, les vents étaient en leur faveur, et ils avancèrent rapidement contre les navires ottomans. Le sultan, à cheval, observait depuis la côte et essayait de donner des ordres, mais les navires ne pouvaient pas bouger en raison de leur grand nombre et du vent. Les quatre navires ont commencé à percuter et à couler de nombreux bateaux ottomans. Les Ottomans essayaient désespérément d'aborder les navires, mais ils étaient plus grands et avaient des ponts plus hauts. Les marins génois disposaient donc de grandes haches avec lesquelles ils coupaient les cordages et tranchaient les têtes des assaillants malchanceux. Des flèches et des projectiles étaient continuellement tirés des deux côtés. Le combat fut féroce et terrible, durant des heures. Cependant, à un moment donné, le vent commença à favoriser de nouveau le côté impérial/génois, et la forteresse flottante se dirigea de nouveau vers la ville, éperonnant et coulant de nombreux autres navires ottomans. Les défenseurs applaudissaient depuis la ville, et finalement, les quatre navires entrèrent dans le port. Le sultan était tellement en colère qu'à un moment donné, il se dirigea avec son cheval vers la mer, mais ses serviteurs l'arrêtèrent. Il fit fouetter son amiral et voulut le décapiter, même s'il s'était battu avec bravoure. Mais ensuite, ses serviteurs le convainquirent d'épargner l'amiral Baltaoğlu. Quoi qu'il en soit, l'amiral fut déchu de son titre et mourut dans la pauvreté.

### Les conséquences
Critiqué par plusieurs dignitaires ottomans, Mehmed II décide de remplacer l'amiral Baltoglu par Hamza Bey à la tête de la flotte ottomane.
Cette défaite rappelle également à Mehmed l'importance de la Corne d'Or, le port naturel de Constantinople, qui permet à la flotte byzantine de disposer d'un refuge sûr. Il élabore alors un plan audacieux consistant à faire démonter ses navires et à les faire transporter grâce à des bœufs par voie terrestre jusque dans la Corne d'Or, malgré les difficultés du relief. À la stupéfaction des assiégés, les Ottomans parviennent à y transporter soixante douze navires, ce qui oblige les Byzantins à dégarnir certaines murailles pour assurer la protection de la muraille bordant la Corne d'Or.